# Batut

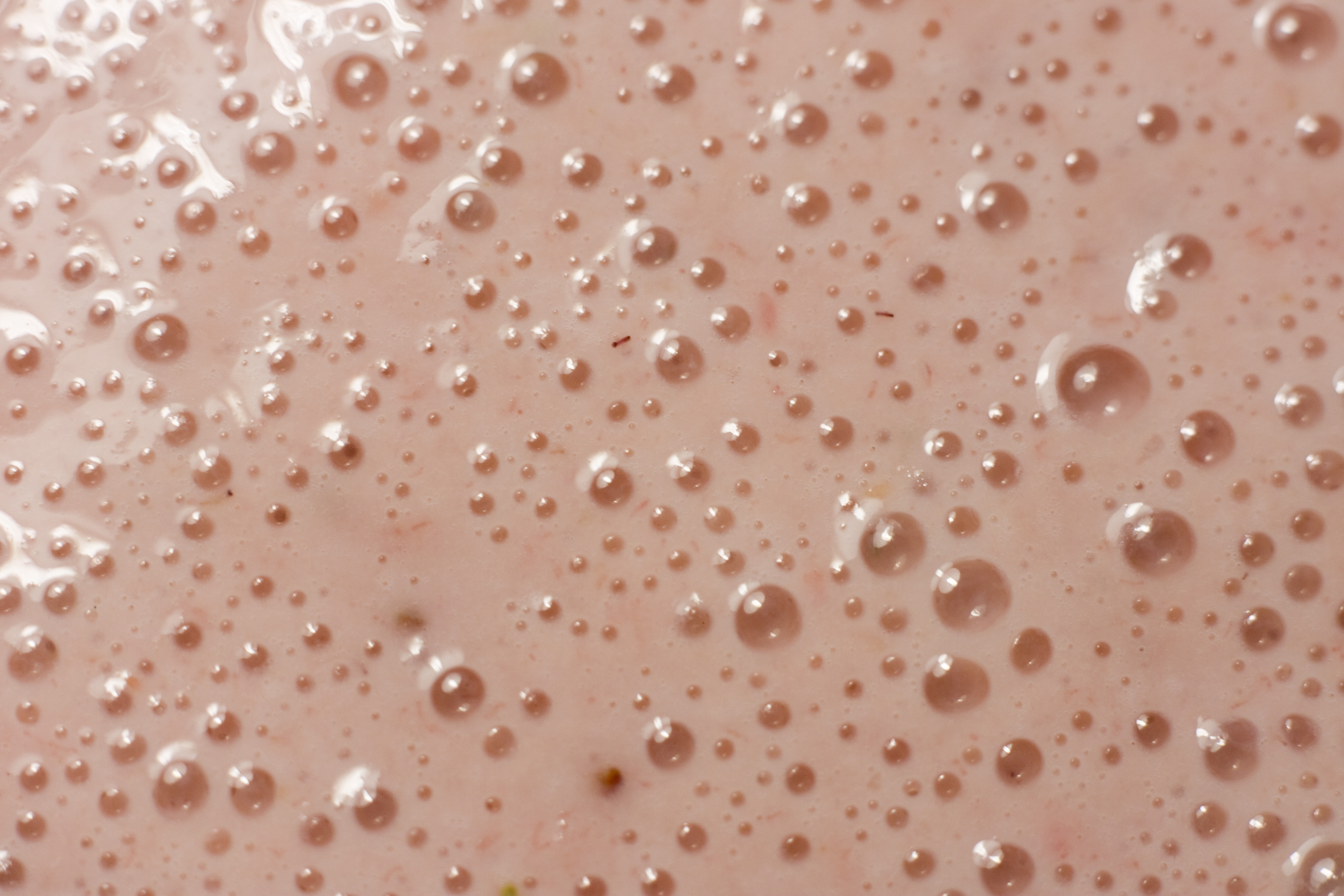
Les típiques bombolletes a la textura dels batuts

Un batut és una beguda freda que tradicionalment es fa batent una bola de gelat en un got de llet freda, fins a obtenir un líquid cremós i escumós. Moltes granges o gelateries artesanes ofereixen batuts fets al moment amb la bola de gelat demanada. També se'n poden fer amb fruita fresca i llet. La paraula "batut" prové del fet de batre fortament la llet. Als comerços sol ser fàcil trobar batuts de xocolata, maduixa o vainilla envasats. Als Països Catalans el de xocolata n'és un dels més coneguts, com per exemple el de la marca Cacaolat.

## Història als Estats Units
La paraula es va referenciar per escrit als Estats Units, en anglès, per primera vegada el 1885. Allà els primers batuts eren begudes alcooliques que contenien whisky i ous. A partir del 1900, es varen començar a afegir xarops de xocolata, vainilla, maduixa o gerds. L'any 1911, quan es varen comercialitzar les primeres batedores elèctriques, els batuts varen guanyar en lleugeresa i varen adquirir una consistència més suau. És a partir d'aquests temps que es varen convertir en una beguda popular. Gairebé un segle després van començar a anomenar-los smoothies i vendre'ls com a quelcom suposadament més sa. Als Estats Units sovint els batuts es presenten coronats amb nata muntada, al contrari dels Països Catalans.